# Silke Möller

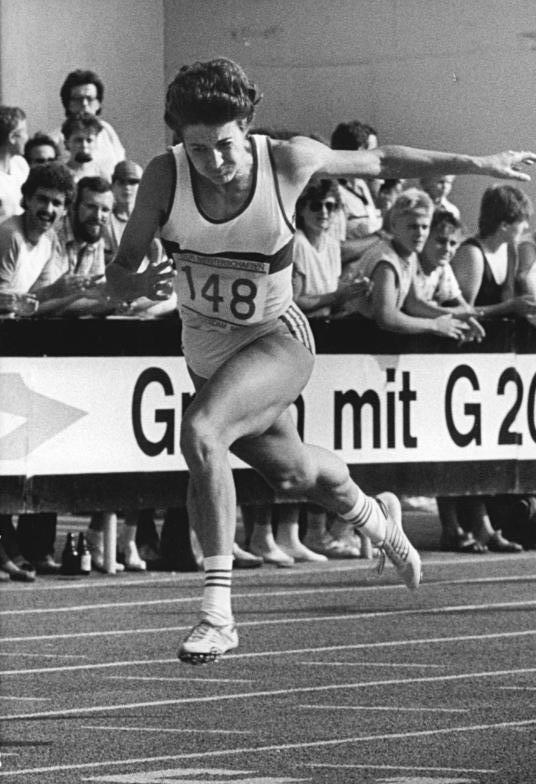
Silke Möller (Gladisch), 1987

Silke Möller, de soltera Silke Gladisch - (20 de junio de 1964 en Stralsund, Alemania Oriental) Atleta alemana especialista en pruebas de velocidad que se proclamó campeona mundial de 100 y 200 metros en Roma 1987.

## Trayectoria profesional
Con 19 años formó parte del equipo de relevos 4 × 100 m que ganó el oro en los Campeonatos del Mundo al aire libre de Helsinki 1983. Las otras integrantes del cuarteto eran Marita Koch, Ingrid Auesrwald y Marlies Göhr. Además pocos meses antes ese mismo equipo había batido en Berlín el récord mundial de la prueba con 41,53 s.
En la Copa del Mundo de Camberra 1985, el equipo formado por Silke Möller, Sabine Rieger, Ingrid Auerswald y Marlies Göhr batió de nuevo el récord mundial, ahora con 41,37, el cual permaneció vigente por más de 2 décadas hasta que les fue arrebatado por las estadounidenses en los Juegos Olímpicos de Londres 2012, donde batieron el récord mundial del relevo con 40.82 segundos. 
En los Campeonatos de Europa de Stuttgart 1986, fue 4.ª en la final de 100 m y 3.ª en la de 200 m, además de ganar el oro en los relevos.
El mayor éxito de su carrera deportiva llegaría en los mundiales al aire libre de Roma 1987, donde sorprendió ganando tanto en 100 como en 200 m. Sumó además una medalla de plata en los relevos, donde la victoria correspondió a Estados Unidos.
Tras esta gran actuación, era una de las grandes favoritas para los Juegos Olímpicos de Seúl 1988. Sin embargo, su temporada fue muy decepcionante, y en los Juegos únicamente logró ser 5.ª en la final de 200 m, mientras que ni siquiera logró clasificarse para la de 100 m.
Logró su única medalla olímpica en la prueba de relevos 4 × 100 m, donde las alemanas orientales fueron segundas tras las estadounidenses, que tenían en su equipo a las dos primeras clasificadas en la final de 100 m. El equipo alemán lo formaban por este orden Silke Möller, Kerstin Behrendt, Ingrid Lange y Marlies Göhr.
En los Campeonatos de Europa de Split 1990 fue 2.ª en la final de 100 m tras su compatriota Katrin Krabbe, y además las alemanas ganaron el oro en los relevos.
Su carrera deportiva tuvo un final escandaloso en 1992. Tras un control antidopaje por sorpresa realizado en enero de ese año mientras entrenaba en Sudáfrica con otras atletas de su país, se descubrió que las muestras de orina de cuatro velocistas (Katrin Krabbe, Grit Breuer, Sigrun Grau y la propia Möller) eran idénticas, prueba inequívoca de una manipulación en las muestras.
La Federación Internacional de Atletismo (IAAF) ordenó su inhabilitación inmediata, lo que en la práctica supuso el final de las carreras deportivas de todas ellas, salvo de Grit Breuer que volvió a competir después de cumplir la sanción.

## Resultados
- Campeonato del Mundo Helsinki 1983

1.ª en 4 × 100 m (41,76)
- Copa del Mundo Camberra 1985

1.ª en 4 × 100 m (41,37)
- Campeonato de Europa Stuttgart 1986

4.ª en 100 m (11,09), 3.ª en 200 m (22,49), 1.ª en 4 × 100 m (41,84)
- Campeonato del Mundo Roma 1987

1.ª en 100 m (10,90), 1.ª en 200 m (21,74), 2.ª en 4 × 100 m (41,95)
- Juegos Olímpicos Seúl 1988

5.ª en 200 m (22,09), 2.ª en 4 × 100 m (42,09)
- Copa del Mundo de Barcelona 1989

3.ª en 100 m (11,24), 1.ª en 200 m (22,46), 1.ª en 4 × 100 m (42,21)
- Campeonato de Europa Split 1990

2.ª en 100 m (11,10), 1.ª en 4 × 100 m (41,68)

## Marcas personales
- 100 metros - 10,86 (Potsdam, 1987)
- 200 metros - 21,74 (Roma, 1987)